# 차원 동차성의 원리
차원 동차성의 원리(principle of dimensional homogeneity)는 유체역학 등에서처럼 물리량이 차원 해석(dimensional analysis)에서 가장 근본적이고 원칙적인 동질성이 전제되고 있다는 것이다. 따라서 이러한 원리하에 일반적으로 측정 가능한 같은 차원을 가진 물리적 양만이 서로 비교되어 등식으로 올바르게 해석할 수 있다.
따라서 차원 동차성의 원리가 전제되는 물리적 현상을 이해하기 위해서는 잘 짜여진 단위가 필요하며 이러한 맥락에서 국제적이고 표준적으로 제정된 국제단위계(SI)가 필수적이다.

## 예
국제단위계(SI)는 길이는 m(미터), 질량은 kg(킬로그램), 시간은 s(초) 등을 기준으로 하고 있으며 이러한 단위에 의해 차원 동차성의 원리는 올바르게 물리현상을 해석할 수 있다.
{\displaystyle {\frac {10\ {\cancel {\text{mile}}}}{1\ {\cancel {\text{hour}}}}}\times {\frac {1609.344{\text{ meter}}}{1\ {\cancel {\text{mile}}}}}\times {\frac {1\ {\cancel {\text{hour}}}}{3600{\text{ second}}}}=4.4704\ {\frac {\text{meter}}{\text{second}}}}
이상 기체 방정식 PV=nRT에서 R는 기체 상수로 약 8.314472 J⋅K-1⋅mol-1이다.

## 같이 보기
- 보존 법칙